# Balanza comercial

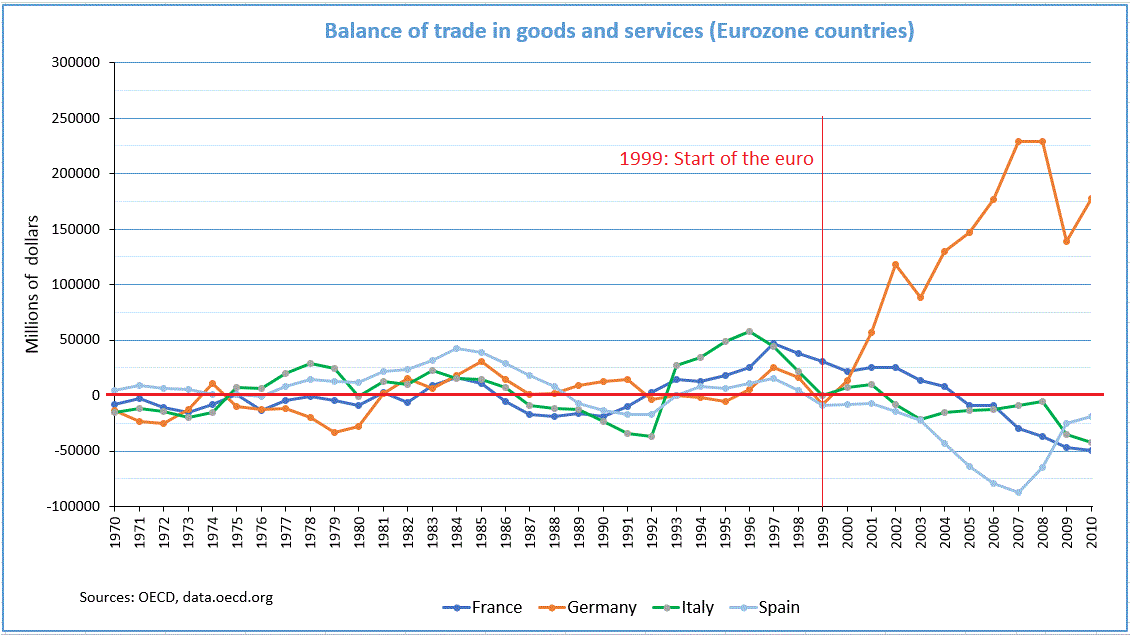
Balance del comercio de bienes y servicios (países de la zona euro)

La balanza comercial es un registro de la importación y la exportación de los artículos mercantiles de un país durante un período determinado (ordinariamente un año natural aunque no necesariamente).
Las importaciones son las compras que los ciudadanos, las empresas o el gobierno de un país hacen de bienes y servicios producidos por otros países y que son llevados al país comprador, por lo tanto, se introducen productos o costumbres extranjeras en un país.
Las exportaciones son los bienes o servicios que se producen en un país, los cuales son vendidos y enviados a clientes de otros países. En otras palabras, la exportación es el tráfico de bienes y servicios propios de un país con el fin de ser usados o consumidos en otro país
El saldo de la balanza comercial es la diferencia del total de las exportaciones y el total de las importaciones que se manejan en el país. 
La balanza comercial se puede expresar de dos maneras:
PositivaCuando se exporta mayor cantidad de bienes y servicios de los que se importan, lo cual se denomina «superávit comercial».
NegativaCuando el valor de las exportaciones es menor que el de las importaciones, esto es, «déficit comercial».
Entre los factores que podrían influir en las exportaciones y en las importaciones netas de un país se encuentran:
- Los gustos de los consumidores por los bienes interiores y por los bienes extranjeros.
- Los precios de los bienes en el interior y en el extranjero.
- Los tipos de cambio a los que los individuos pueden utilizar la moneda nacional para comprar monedas extranjeras.
- Las rentas de los consumidores interiores y de los extranjeros.
- El coste de transportar bienes de un país a otro.
- La política del gobierno con respecto al comercio internacional.

## Sector externo

### Balanza de pagos
Es un instrumento que describe en términos monetarios las actividades y relaciones económicas de un país con el resto del mundo durante un tiempo determinado (normalmente un año natural) puede dividirse en dos partes principales, las cuales a su vez se dividen por el tipo de transacción realizada y su relación con la economía.

#### Cuenta corriente
En ésta se encuentra el movimiento comercial de bienes y servicios, los pagos por concepto de servicios productivos y las transferencias unilaterales. En general, en la cuenta corriente se registran todas las entradas de recursos reales y por el contrario, las salidas de estos mismos, son registradas como egresos. Se divide en dos partes:
- Bienes, servicios y renta.
- Transferencias unilaterales, que a su vez se divide en partidas visibles, que incluyen tanto importaciones como exportaciones, y las invisibles, que incluyen principalmente servicios bancarios, como seguros, beneficios, dividendos y fondos.

#### Cuenta financiera
La cuenta financiera muestra el saldo de los préstamos y el resto del mundo, su función es equilibrar de manera contable la balanza de pagos, y surge debido a problemas estadísticos con datos aproximados o estimados. Se enfoca en transacciones financieras, tanto bilaterales como unilaterales. Se divide en: 
- Activos: Aumentos en las tenencias de activos financieros o bien, la disminución de pasivos financieros.
- Pasivos: Disminución de activos financieros y aumentos en los pasivos.

Las cuentas financieras pueden corresponder tanto a apuntes de bienes, servicios, ingresos o cuenta de capital, como a apuntes de signo opuesto a la misma cuenta financiera.

## Mercado nacional del dinero
El mercado del dinero o mercado monetario es un segmento de los mercados financieros en el que se negocian instrumentos financieros de gran liquidez y vencimientos muy cortos.
El mercado de dinero consiste en el analizar el tipo de cambio que se establece entre dos monedas de distintas naciones. Este permite saber qué cantidad de cierta moneda es equivalente a otro tipo de moneda. De manera que, por ejemplo, podemos saber cuánto equivale un euro en dólares estadounidenses y pesos mexicanos  que serían:  1.1719 dólares estadounidenses y 22.1048 pesos mexicanos.

### Tipo de cambio
Con el tipo de cambio se puede expresar el valor que tiene una moneda extranjera en cuanto a la moneda nacional. Esto se define con la relación de intercambio entre dos valores (precio de compra o venta). Son dos los tipos de cambio existentes, el real y el nominal; el real va de la mano en relación con una persona que puede hacer un intercambio de bienes y servicios de un país por los de otro, el nominal es hacia la relación de una persona con el intercambio de la moneda de un país a la de otro. Este último usado más frecuentemente.

## Mercado de divisas
El mercado de divisas es el marco organizacional dentro de los bancos, las empresas y los individuos compran y venden monedas extranjeras. El mercado de divisas o también llamado mercado cambiario es el mercado en el cual se intercambian las distintas monedas extranjeras y nació con el objetivo de facilitar cobertura al flujo monetario que se deriva del comercio internacional. Está constituido por una gran cantidad de agentes alrededor del mundo, que compran y venden monedas de distintas naciones, permitiendo así la realización de cualquier transacción internacional. El mercado de divisas incluye la infraestructura física y las instituciones necesarias para poder negociar divisas. Se divide en mercados por:

### Plazo de entrega
- Al contado
- A plazo
- De futuros
- De opciones

### Tamaño de transacción
- Al menudeo
- Al mayoreo
- Interbancario.